# Recopa Catarinense 2021
In 2021 werd de derde Recopa Catarinense tussen de kampioen van de staatscompetitie en de Copa Santa Catarina gespeeld. De competitie werd georganiseerd door de FCF. Joinville werd de winnaar. Vanwege de coronacrisis in Brazilië werd de wedstrijd zonder publiek gespeeld. 

## Deelnemers
| Club        | Stad          | Gekwalificeerd als                   | Deelnames |
| ----------- | ------------- | ------------------------------------ | --------- |
| Chapecoense | Florianópolis | Kampioen Campeonato Catarinense 2020 | 1ste      |
| Joinville   | Brusque       | Kampioen Copa Santa Catarina 2020    | 2de       |

## Recopa
|                        |                                                    |       |                                                        |                                                                          |
| 21 februari 2021 19:00 | Chapecoense                                        | 1 – 1 | Joinville                                              | Arena Condá, Chapecó Toeschouwers: 0 Scheidsrechter: Evando Tiago Bender |
| 21 februari 2021 19:00 | Mike 52'                                           |       | 69' Renan Castro                                       | Arena Condá, Chapecó Toeschouwers: 0 Scheidsrechter: Evando Tiago Bender |
| 21 februari 2021 19:00 | Strafschoppen                                      |       |                                                        | Arena Condá, Chapecó Toeschouwers: 0 Scheidsrechter: Evando Tiago Bender |
| 21 februari 2021 19:00 | Matheus Ribeiro Perotti Felipe Santana Luiz Otávio | 3 – 5 | Jaques Renan Castro Diego Mathias Edson Ratinho Alison | Arena Condá, Chapecó Toeschouwers: 0 Scheidsrechter: Evando Tiago Bender |

| Chapecoense | Joinville |

| Recopa Catarinense de 2021    |
| Joinville                     |
| ----------------------------- |
| JOINVILLE Kampioen (1° titel) |